# 里高镇
里高镇，是中华人民共和国广西壮族自治区柳州市柳江区下辖的一个乡镇级行政单位。

## 行政区划
里高镇下辖以下地区：
里高社区、盘龙村、果郎村、三合村、板六村、里高村、保仁村、木吉村和龙南村。